# Droga krajowa B49 (Austria)
Droga krajowa B49 (Bernstein Straße)  - droga krajowa we wschodniej Austrii prowadząca równolegle do granicy ze Słowacją. Arteria zaczyna się na skrzyżowaniu z B9 tuż obok mostu nad Dunajem w rejonie miasta Bad Deutsch-Altenburg i prowadzi w kierunku północnym. Droga kończy się na skrzyżowaniu - z prowadzącą do granicy z Czechami – drogą B47.